# Vielle-Soubiran
Vielle-Soubiran – miejscowość i gmina we Francji, w regionie Nowa Akwitania, w departamencie Landy.
Według danych na rok 1990 gminę zamieszkiwało 208 osób, a gęstość zaludnienia wynosiła 6 osób/km² (wśród 2290 gmin Akwitanii Vielle-Soubiran plasuje się na 969 miejscu pod względem liczby ludności, natomiast pod względem powierzchni na miejscu 225).